# Givairo Read
Givairo Read (* 2. Juni 2006 in Amsterdam) ist ein niederländischer Fußballspieler.
Er ist ein Verteidiger, der auf beiden Außenbahnen eingesetzt werden kann, und spielt bei Feyenoord Rotterdam. Zudem ist er ein niederländischer Nachwuchsnationalspieler.

## Karriere

### Verein
Givairo Read wurde in Amsterdam geboren und spielte beim dort ansässigen Amateurverein AVV Zeeburgia, bevor er in die Jugendabteilung vom FC Volendam wechselte. Am 17. März 2023 gab er im Alter von 17 Jahren beim 2:1-Sieg gegen Fortuna Sittard sein Profidebüt in der Eredivisie. Im Sommer 2023 wechselte Read zu Feyenoord Rotterdam, wo er einen Vertrag bis Mitte 2026 erhielt. Während der Saison 2024/25 erkämpfte er sich als rechter Außenverteidiger einen Platz in der Stammelf der Profis.

### Nationalmannschaft
Givairo Read ist Nachwuchsnationalspieler der Niederlande und kam sowohl für die U17 als auch für die U19 von „Oranje“ zum Einsatz. Mit der U19-Nationalmannschaft nahm er an der Europameisterschaft 2025 in Rumänien teil und holte mit seiner Mannschaft den Titel.